# Consortium X
Le Consortium X du MIT était un organisme à but non lucratif créé en janvier 1988 par l'institut de technologie du Massachusetts pour piloter le développement de l'environnement graphique X, une technologie initiée en 1984 dans le cadre du projet Athena. La structure devait préserver l'équilibre entre intérêts commerciaux et pédagogiques.
En 1992, le MIT et les membres du groupe jugèrent opportun de remplacer le Consortium par une organisation indépendante du MIT. Un nouvel organisme à but non lucratif fut donc créé en 1993 sous l'appellation X Consortium, Inc, et succéda donc au Consortium X du MIT. Tous les droits sur X lui furent concédés le premier janvier 1994.
L'organisme X Consortium, Inc annonça en milieu d'année 1996 un transfert vers l'Open Group prévu pour 1997 de ses droits et responsabilités sur X, puis fut dissous fin 1996,